# Скутум

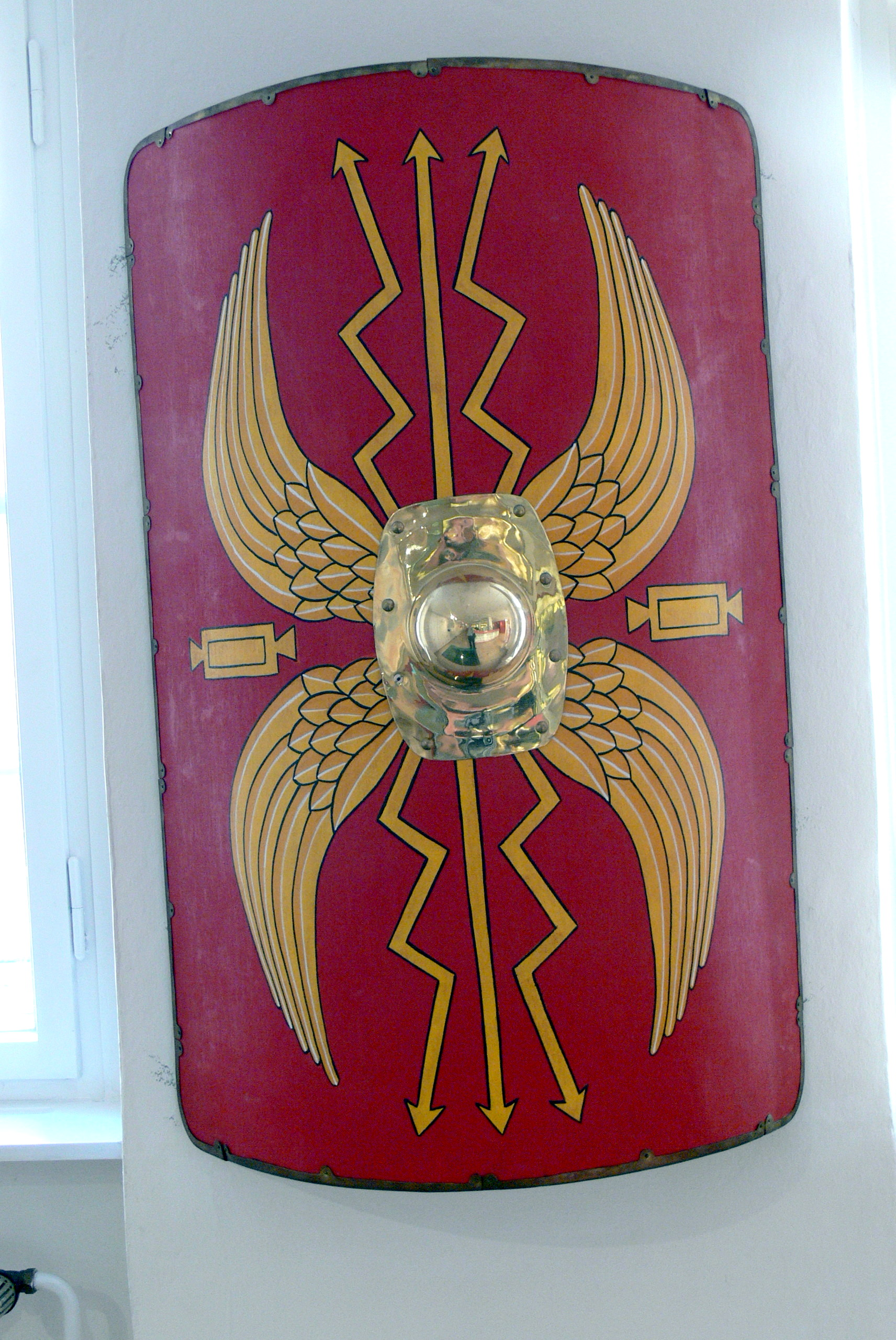
Реконструкція скутума.

Ску́тум (лат. scutum) — давньоримський щит з центральною ручкою та умбоном. Назва щита походить від того ж праіндоєвропейського кореня *skei-t- («ділити», «відмежовувати»), що й прасл. *ščitъ («щит»).

## Історія
Цей тип щита походить з Італії, де він був поширений, ймовірно, ще в Бронзовій добі. Винахід щита одні дослідники приписують сабінам, інші — самнітам. Зокрема, в Етрурії, поблизу Ветулонії, в одній з могил некрополя Поджо-алла-Туардія, що належить до VIII століття до н. е., знайдено скульптурне зображення щита, який практично нічим не відрізняється від пізнішого римського скутума. Пізніше широко використовувався кельтами, іберійцями та іллірійцями.
Приблизно з початку IV століття до н. е. овальний щит став використовуватися римськими легіонерами замість ранішої парми, аналогічної давньогрецькому аспісу (приблизно в цей час римляни відмовилися і від фалангового шикування грецького зразку). На початок часу громадянських воєн в Римі скутум набув форми овала з випрямленою верхівкою і основою, на початку І ст. стає прямокутним, але із закругленими кутами, і нарешті, в останній чверті І ст. до н. е. набуває класичної форми. Цей останній тип скутума широко відомий завдяки пам'ятникам часів Імперії. У ІІІ столітті скутум поступово витісняється плоским овальним щитом (так званий «щит ауксиліїв» або кліпеус). Археологічні знахідки свідчать про вихід з ужитку напівциліндричних щитів: перевагу віддають овальним, круглим, або чашоподібним щитам.

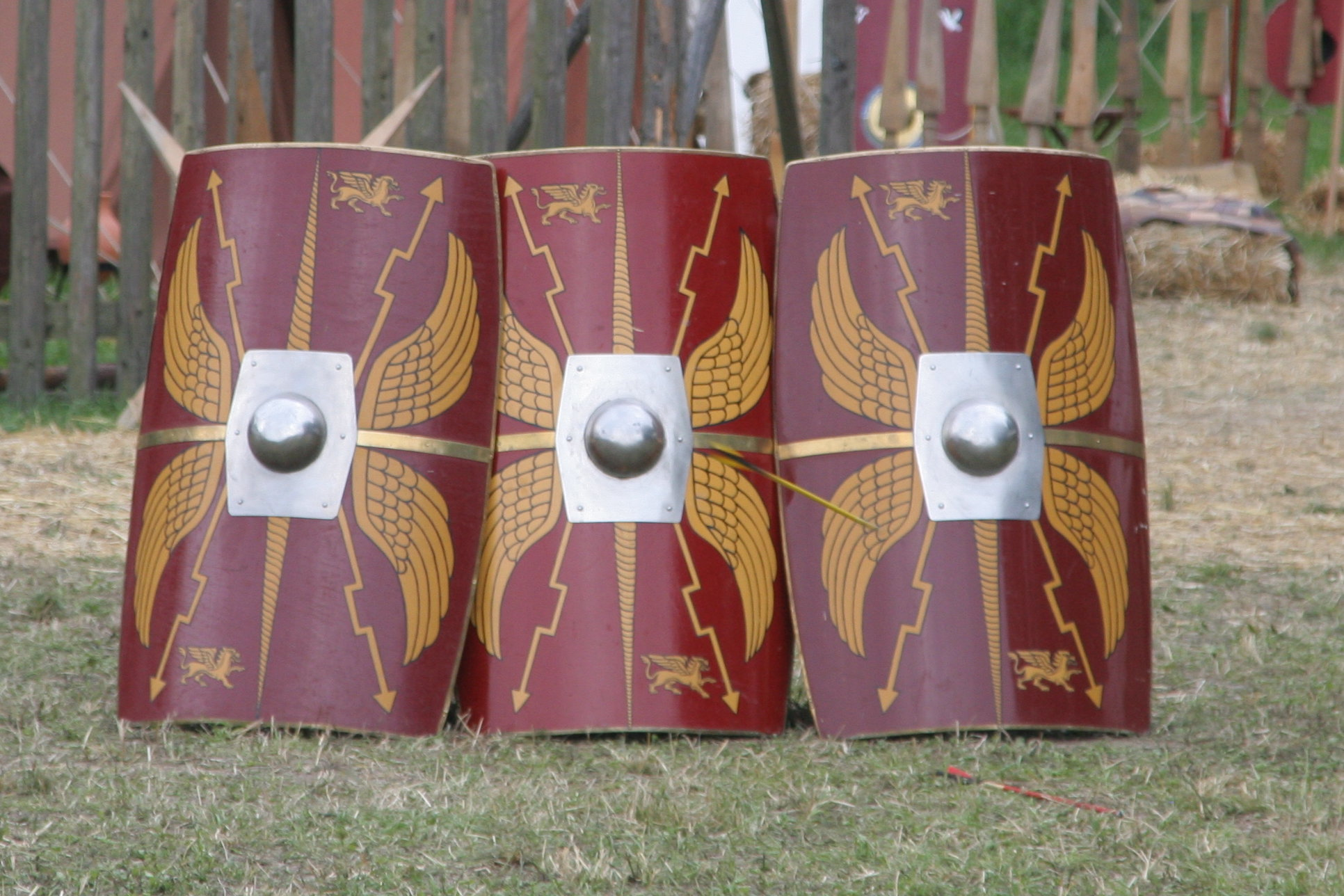
Римський скутум (I ст. — початок II ст. н. е.) Вигляд спереду (сучасна реконструкція)

Втім, слово «скутум» надовго пережило цей тип щита. У Візантійській імперії ще в XI ст. вояків-панцерників звали «скутатами» (грец. σκυτατοι). У романських мовах (нащадках латини) слова, похідні від scutum, продовжували вживати щодо щитів (фр. écu, старофр. escut, італ. scudo, ісп. escudo). Завдяки тому, що зображення щита з гербом часто зустрічалось на середньовічних монетах, ці слова дали ім'я деяким грошовим одиницям — екю, скудо й ескудо.

## Будова і виготовлення

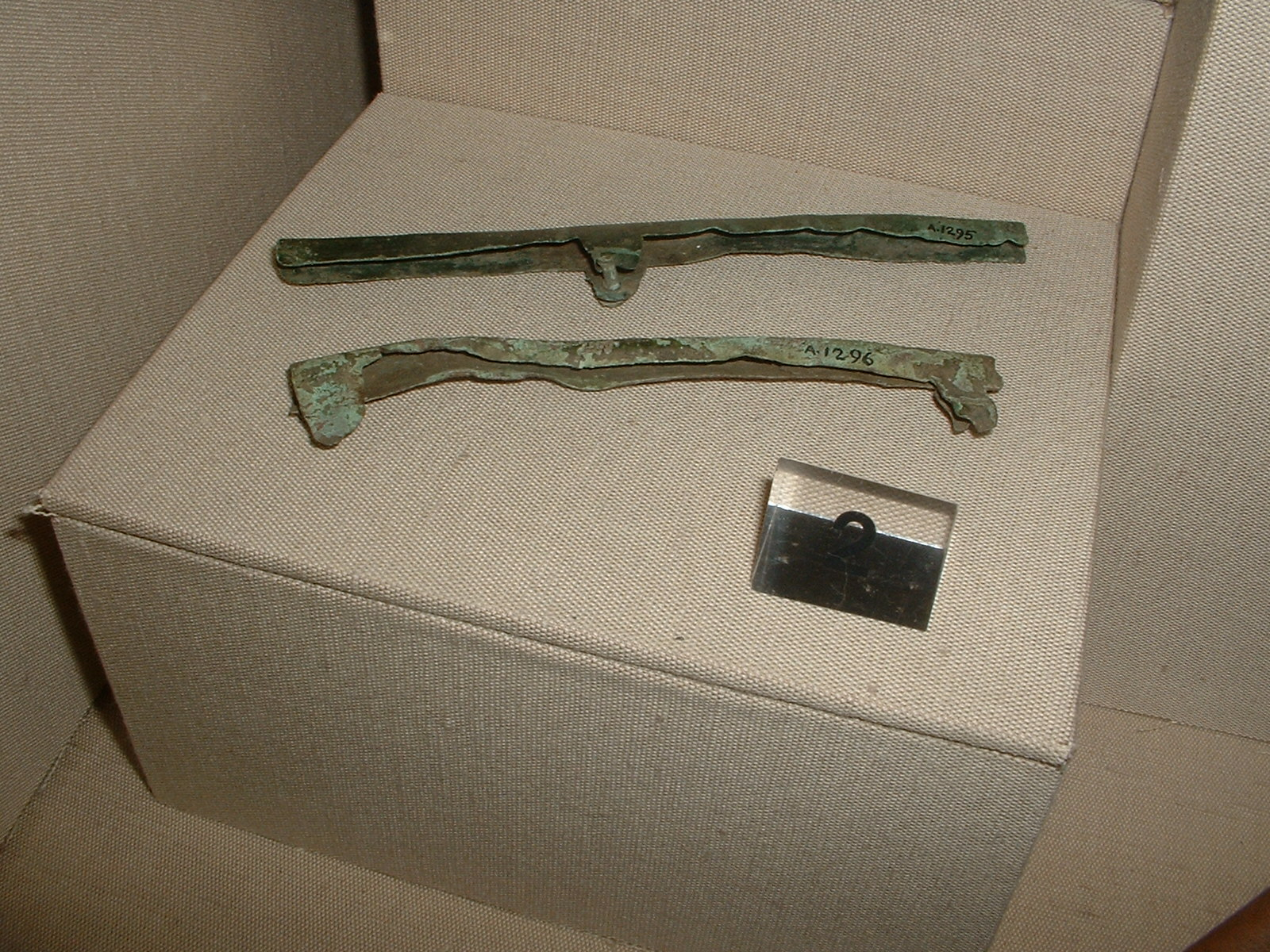
Бронзова оковка крайки скутума

У найдавніші часи мав овальну форму, пізніше — чотирикутну, у вигляді розрізаного вздовж циліндра. Один з типів гладіаторів, так звані «самніти», зображуються з овальним скутумом зі зрізаною верхівкою. Часто посилювався вертикальним ребром з дерева й у цьому випадку міг і не мати умбона. Умбон виготовляли з заліза або бронзи, він міг мати різні форми (металева смуга, овальний, «крилатий», «метелик» тощо). Ззовні його могли прикрашати карбуванням, накладним сріблом, іноді особистою емблемою (аналогічно гербу середньовічних лицарів). На внутрішньому боці поміщали особові дані: ім'я, номер легіону, і можливо, центурії. Усередині умбона легіонер міг зберігати дрібні речі, наприклад гаманець.
Римський скутум часів Республіки мав розміри близько 75 см завширшки і близько 1,2 м заввишки. Важив він не менш як 5,5 кг. Згідно з Полібієм, його виготовляли з двох склеєних разом дерев'яних пластин, які обтягували спочатку грубою тканиною, а потім телячою шкірою. Скутум цього типу, знайдений у Фаюмській оазі, висота якого становить 1,28 м, а ширина 63,5 см, зроблений з березових пластинок. Дев'ять-десять таких тонких пластинок завширшки 6-10 см розкладали поздовжньо і прокладали з обох сторін шаром вужчих пластинок, покладених перпендикулярно першим. Потім всі три шари склеювали. Так формували дерев'яну основу щита. Біля кромки його товщина становила трохи менше сантиметра, збільшуючись до центру до 1,2 см. Покривали такі щити повстю, яку біля кромки складали вдвічі і прошивали через дерево. Ручка щита була горизонтальною і тримали її повним хватом. Цей тип ручки виразно видно на багатьох римських пам'ятниках. Полібій додає, що у такого щита був залізний умбон і залізна оббивка вздовж верхнього і нижнього краю.

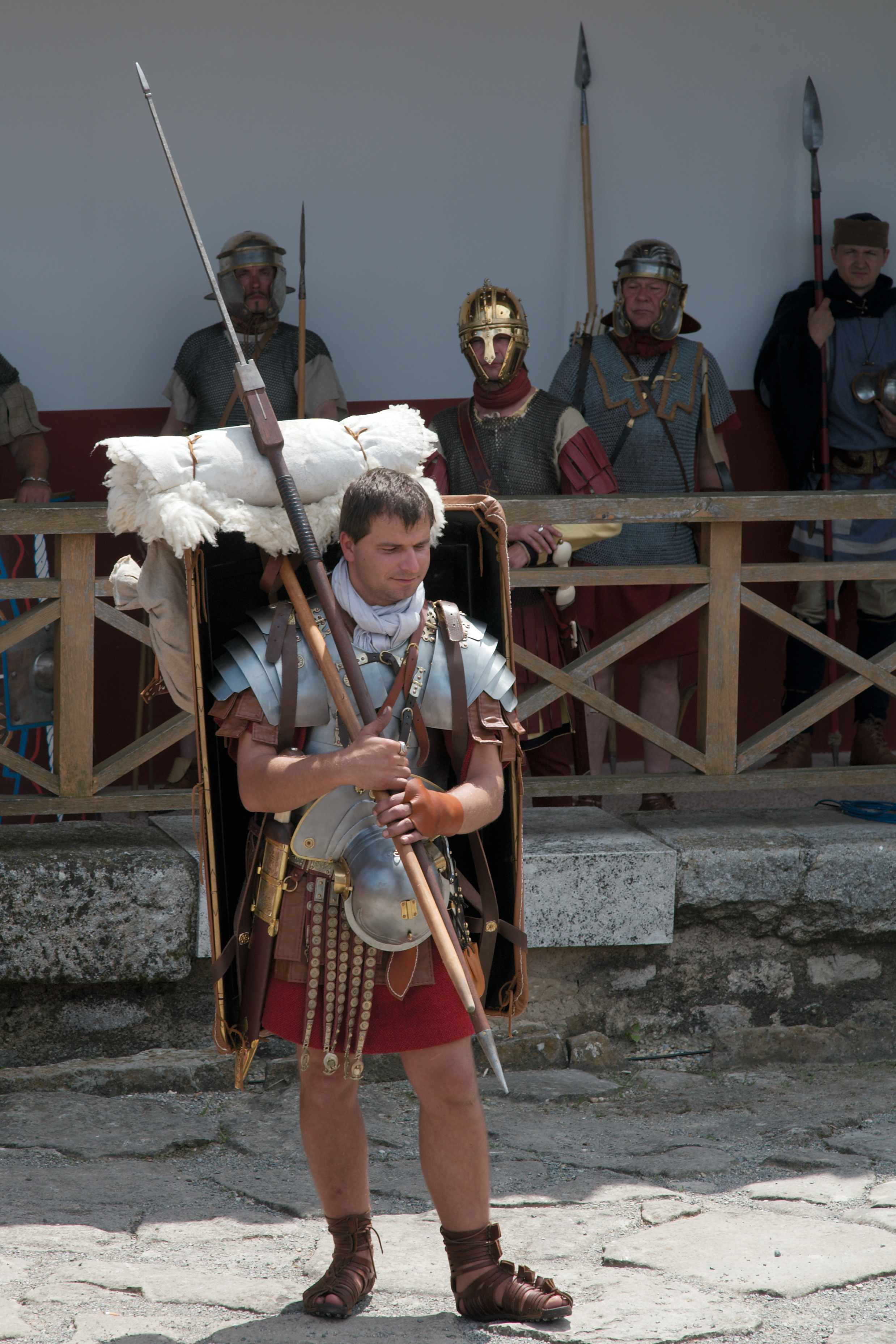
Перенесення скутума на марші. Сучасна реконструкція.

Поверхню щита прикрашали зображеннями. Серед них могли зустрічатись знаки зодіаку: ймовірно, вони означали той період року, коли була створена військова частина (легіон, когорта) або народився імператор, за наказом якого вони були засновані. Найбільш відомий мотив — блискавки й веретена Юпітера — радше за все, належав преторіанським (гвардійським) когортам.
Для перенесення щитів на марші легіонери використовували два ремені, один з яких охоплював грудну клітку й праве передпліччя, другий — ліве плече на зразок лямки рюкзака. Під час походу й у таборі, для запобігання дії вологи, згубної для дерева й шкіри, щити закривали шкіряними чохлами: їх знімали лише перед битвою.

## Застосовування

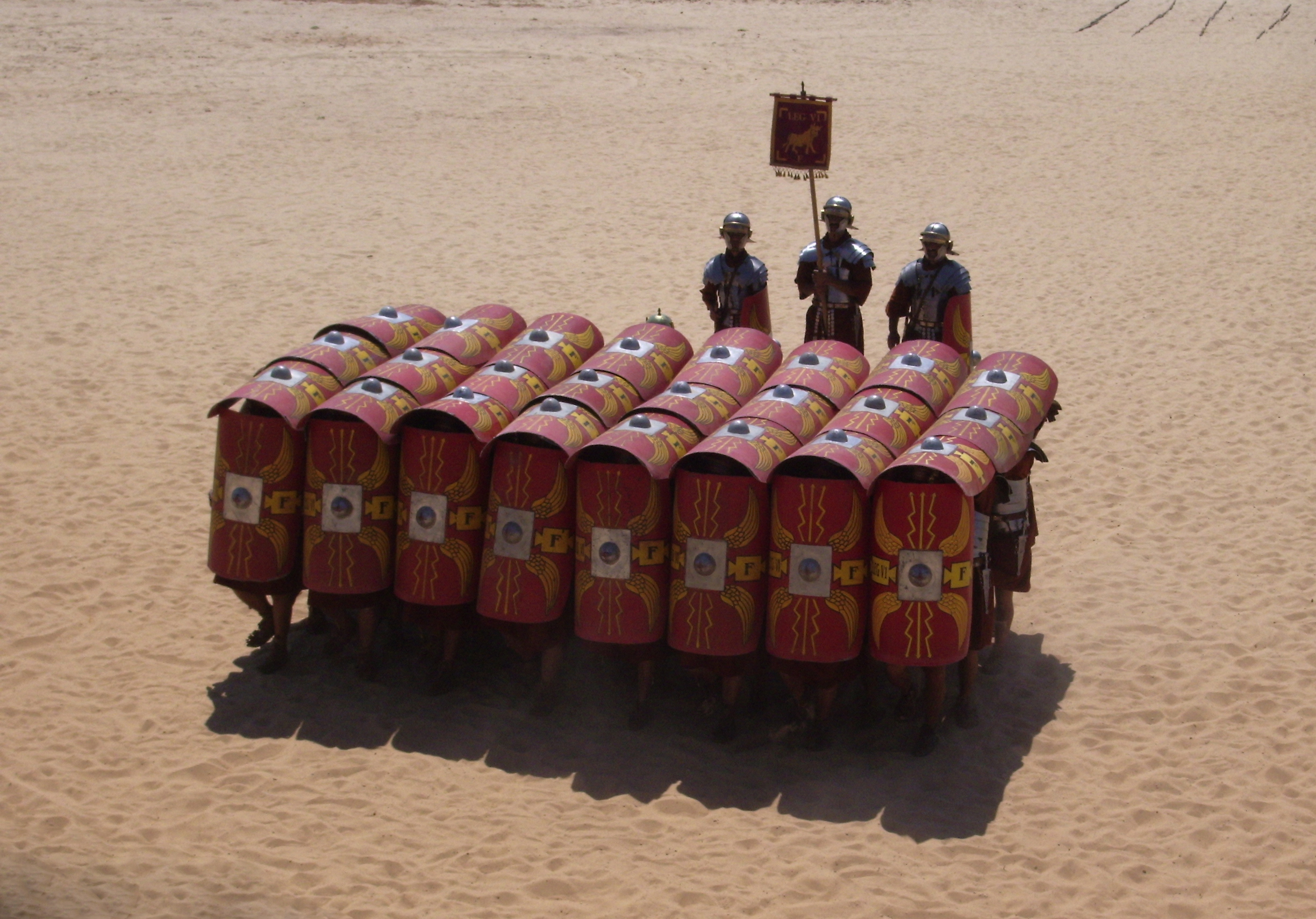
Скутум у «черепасі» (сучасна реконструкція)

Форма скутума уможливлювала легіонерам шикуватись таким чином, щоб щити перекривались один одним, створюючи надійну стіну для захисту від метальних снарядів. Найвідоміше використання такої можливості — шикування «черепаха» (лат. testudo), що застосовувалось під час штурму фортець. Вояки тримали щити так, щоб вони закривали лави не лише попереду, але й згори (за потреби — й з флангів) — це забезпечувало захист від дротиків і каменів, що летіли з фортечних мурів.

## Переваги й недоліки
Скутум був досить легким, щоб держати його одною рукою, а його розміри уможливлювали прикриття всього тулуба власника. Металевий умбон не лише послабляв удари, спрямовані на центр щита, але й слугував додатковим уражаючим елементом у рукопашній сутичці. Разом з тим, композитна (складена) конструкція іноді виявлялась заслабкою для деяких видів зброї, таких як дакійський фалькс і карфагенська фальката. Зважаючи на підвищення уражальної здатності зброї, конструкцію скутума мусили посилити, використовуючи товстіші планки й металеве окування крайок. У порівнянні з ранішою пармою, скутум ліпше прикривав тіло вояка, але був менш міцним.

## Інше
- Сузір'я Щита в міжнародній термінології має назву «Scutum».
- «Скутумами» (лат. scuta) у зоології називають чотирикутні луски в деяких тварин (плазунів, птахів, комах).
- «Скутарій» — загальна назва будь-якого типу гладіатора, що мав скутум.
- До scutarius («скутарій», «щитоносець») сходить і слово esquire («есквайр»).